# مويجولو نشيمبا
مويجولو نشيمبا (من مواليد 7 يناير 1975) هو سياسي تنزاني من حزب الثورة الحاكم، وعضو في البرلمان عن دائرة إيرامبا الغربية الانتخابية منذ عام 2010، وهو أيضًا وزير الدستور والقانون في تنزانيا.
في ديسمبر 2015 تم تعيينه وزيرا للزراعة والثروة الحيوانية والثروة السمكية. في يوليو 2018، تم اقالته من قبل جون بومبيه ماغوفولي بسبب الأداء السيئ كوزير للشؤون الداخلية. في 2 مايو 2020 تم تعيينه وزيراً للشؤون الدستورية والقانونية بعد وفاة السفير الدكتور أوجستين فيليب ماهيغا.